# 尾鷲駅
尾鷲駅（おわせえき）は、三重県尾鷲市中村町にある、東海旅客鉄道（JR東海）紀勢本線の駅である。
尾鷲市の代表駅となっており、特急「南紀」を含む全列車が停車する。

## 歴史

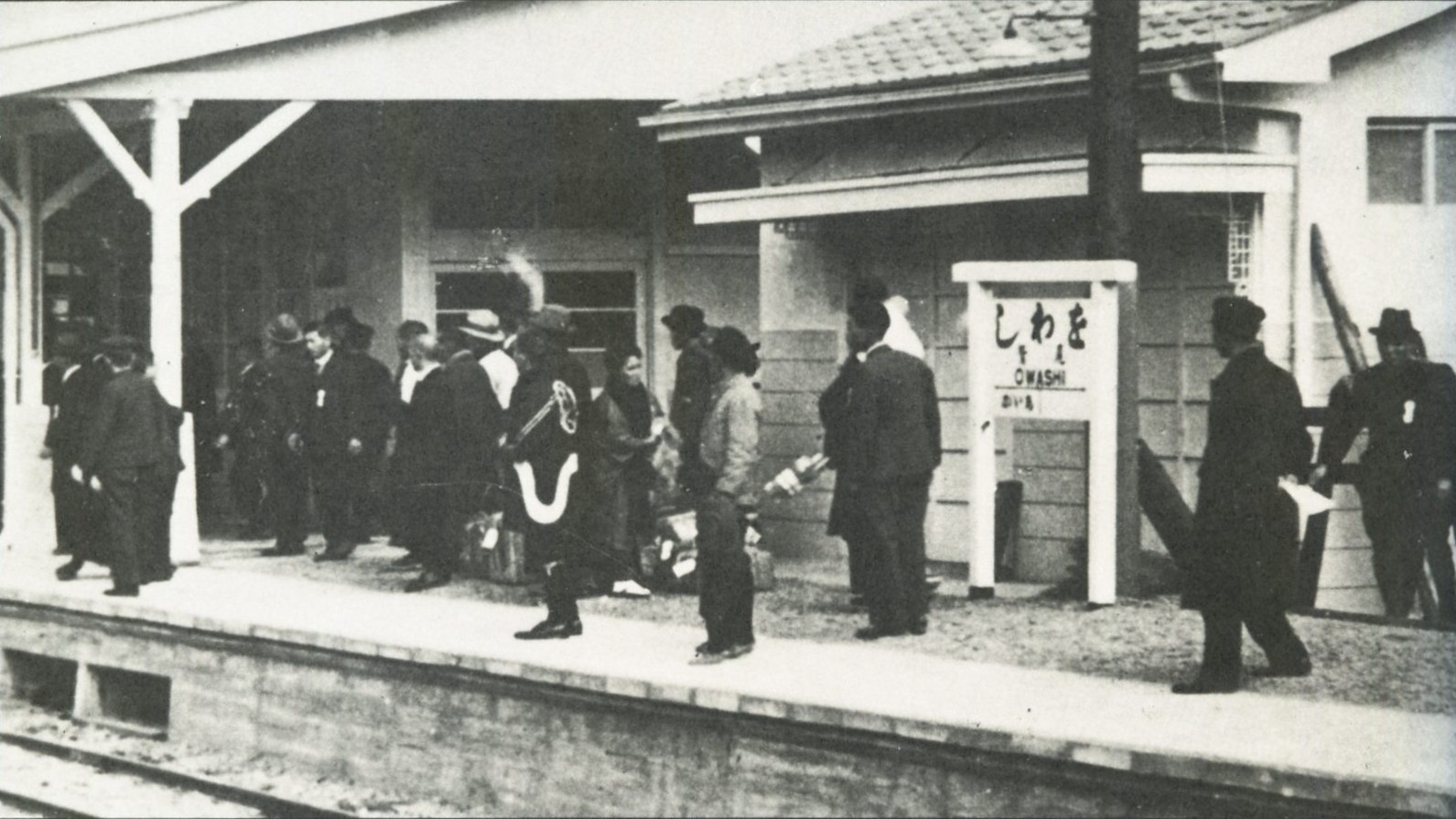
1942年の尾鷲駅。表記は「おわせ」では無く「をわし」。

1934年12月、鉄道省紀勢東線（現・紀勢本線）三野瀬駅 - 当駅間延伸時に開設。当初は多気駅から延びる同線の終着駅であり、その状態は1957年1月に当駅 - 九鬼駅間延伸まで、約20年続いた。当駅開設に伴い、尾鷲への旅客・貨物輸送はほぼ鉄道が独占することとなり、尾鷲から矢ノ川峠を越えて木本町（現熊野市）へ至る県道（現・国道42号）が開通すると1936年（昭和11年）10月16日より尾鷲 - 上木本間（45km、所要2時間45分）に省営自動車（後の国鉄バス）「紀南線」が運行されるようになった。
なお、駅の読みは開設当初は「おわし」であったが、紀勢本線全通に際して現在の「おわせ」に改めている。また、三重県内の紀伊木本駅・相可口駅・山田駅でも同日にそれぞれ駅名を熊野市駅・多気駅・伊勢市駅に変更している。

### 年表
- 1934年（昭和9年）12月19日：鉄道省紀勢東線（現・紀勢本線）の尾鷲駅（をわしえき（旧かな））として開設[1][4][5]。開業当日は尾鷲港で開通式が挙行され、各種余興で盛上げられた[2]。終着駅。
- 1951年（昭和26年）11月22日：昭和天皇が尾鷲市に行幸。お召し列車が発着（昭和天皇の戦後巡幸）[6]。
- 1957年（昭和32年）1月12日：紀勢東線当駅 - 九鬼駅間延伸、途中駅となる[1]。
- 1959年（昭和34年）7月15日：線路名称改定。紀勢東線が紀勢本線へ編入、同線の駅となる。同時に駅名の読みを「おわせえき」へ変更[3][7]。
- 1984年（昭和59年）2月1日：貨物取扱廃止[8]。
- 1985年（昭和60年）3月14日：荷物扱い廃止[8]。
- 1987年（昭和62年）4月1日：国鉄分割民営化に伴い、JR東海の駅となる[1]。
- 2008年（平成20年）8月7日：信号機器室発煙に伴い、信号設備の一部が使用不可となり列車待避が行えなくなった（交換可能）。同14日から特急待避を他駅へ変更。

## 駅構造
相対式ホーム2面2線を有する列車交換可能な地上駅。以前は島式・単式ホーム2面3線であったが、駅舎から一番遠い3番線は線路が剥がされ、ホームにフェンスが新設された。大半の列車は、駅舎に接する1番線に発着している。2番線は普通列車交換時等で使用しており、2021年3月改正ダイヤにおいては上り2本、下り1本が使用する。また、以前は1・2番線間に中線があり、貨物列車待避及び入換作業に使用されていた。両ホームは跨線橋で連絡している。木造駅舎を備える。駅舎は改装されているが、開業当初からのもの。
駅長・駅員配置駅（直営駅）である。管理駅として、船津駅 - 賀田駅間の各駅を管理している。自動改札機は設置されていないが自動券売機が1台設けられている。JR全線きっぷうりば設置駅で、マルス端末設備を有する。

### のりば
| 番線 | 路線      | 方向 | 行先             | 備考                                                |
| ---- | --------- | ---- | ---------------- | --------------------------------------------------- |
| 1・2 | ■紀勢本線 | 下り | 新宮方面         | 特急含む。2番線発着は普通列車上り2本、下り1本のみ。 |
| 1・2 | ■紀勢本線 | 上り | 亀山・名古屋方面 | 特急含む。2番線発着は普通列車上り2本、下り1本のみ。 |

（出典：JR東海:駅構内図）

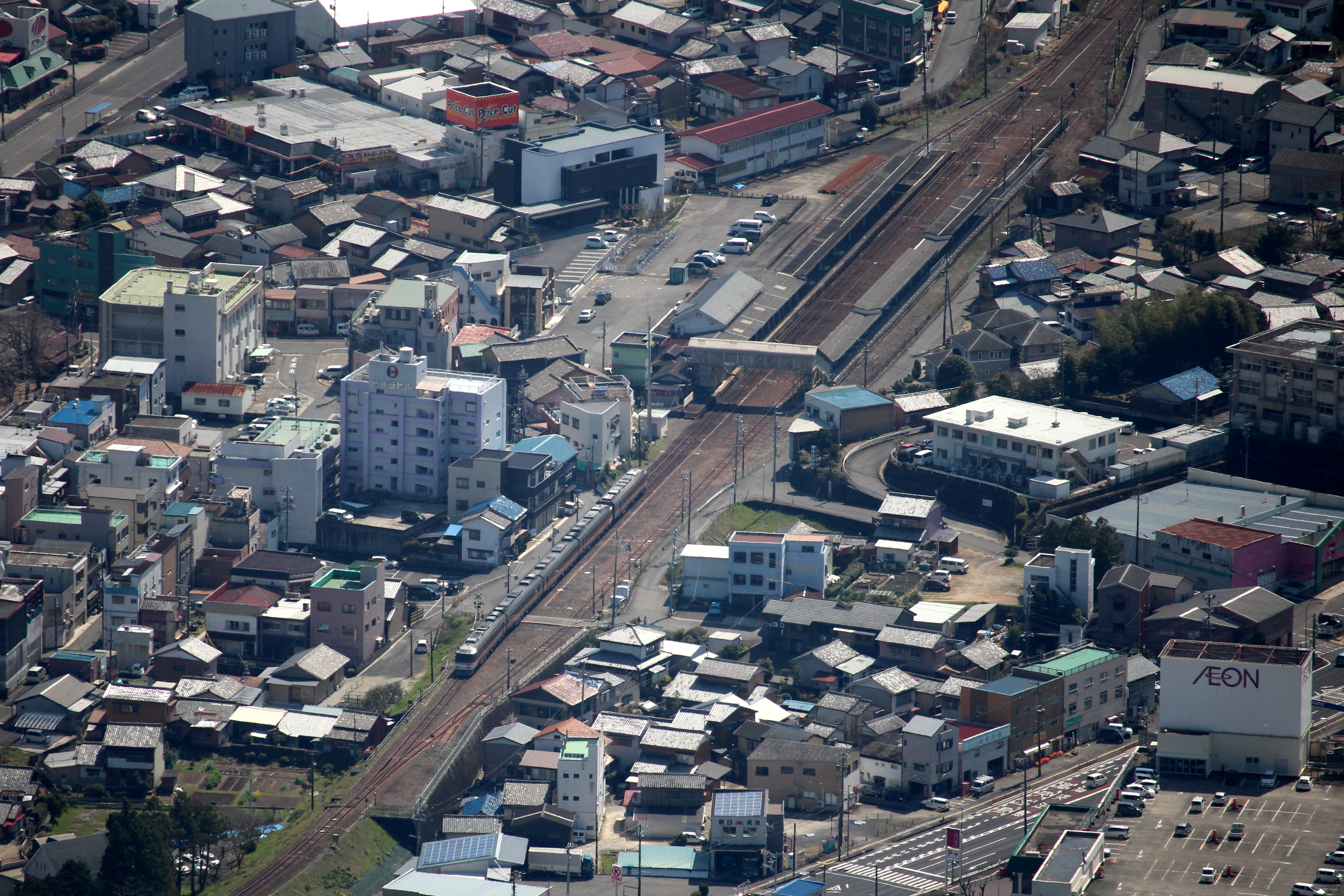
便石山から望む駅構造（2015年3月）
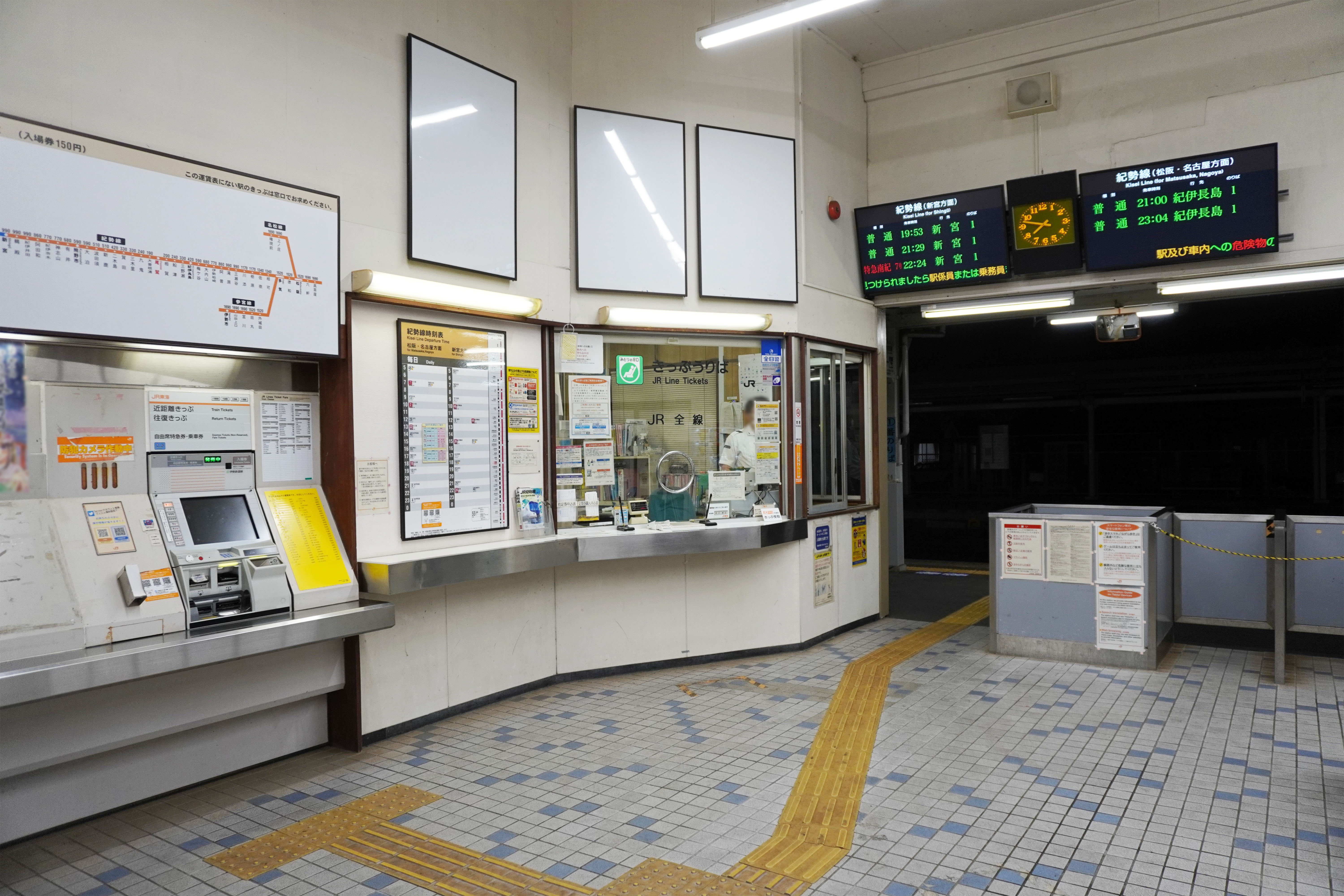
改札口（2023年7月）
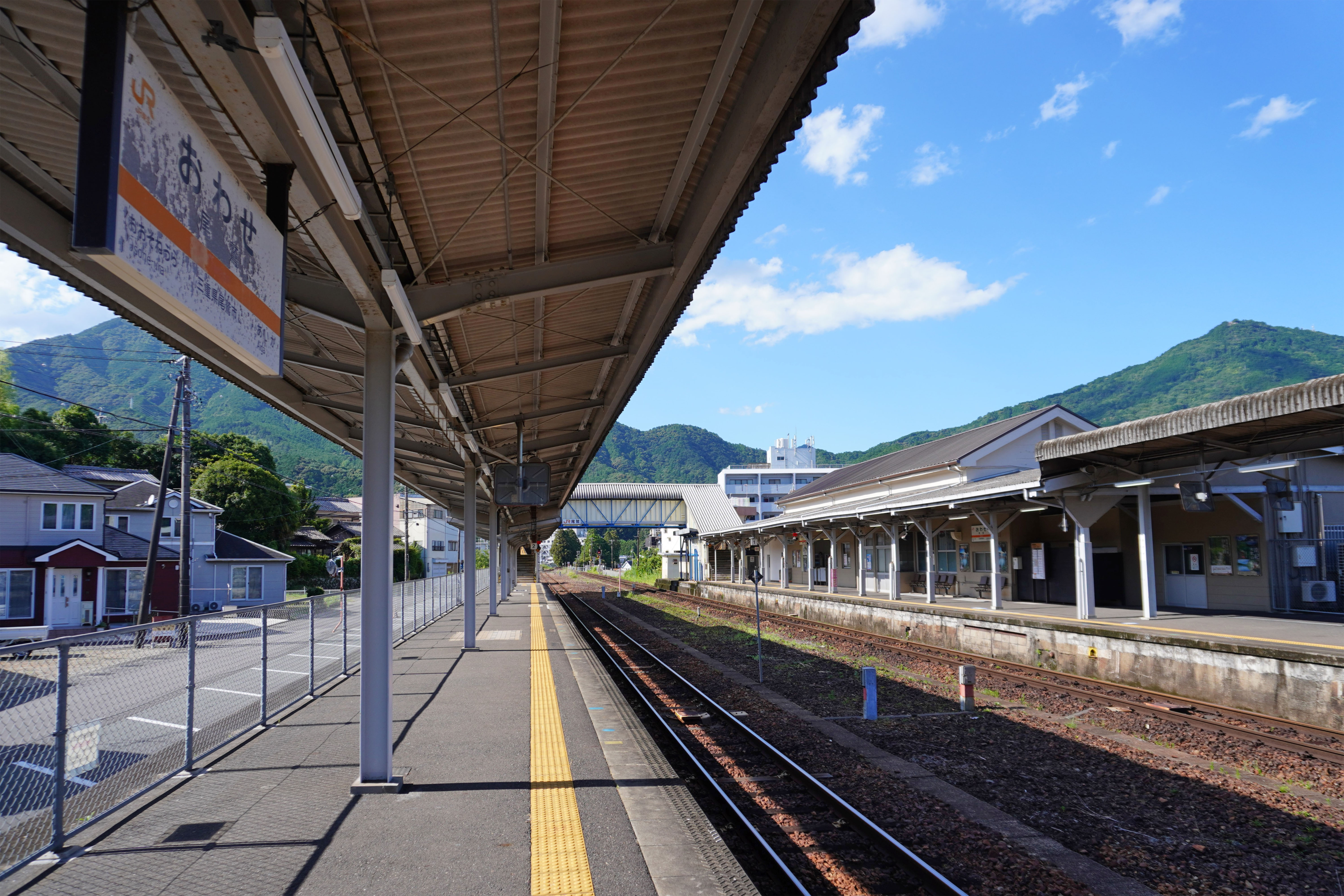
ホーム（2023年7月）

付記事項
- 2008年8月7日、当駅信号機器室発煙に伴い信号設備の一部が使用出来なくなり、その後2010年3月13日ダイヤ改正まで暫定的に1番線を下り専用、2番線を上り専用ホームとしていた（対向列車との行違いは可能）。この期間は普通列車が後続特急列車待ち合わせを行うことが出来ないために2008年8月14日以降は後続待ちを他の駅とするダイヤに一部変更し、2009年3月14日のダイヤ改正で当駅で後続待ちを行わないダイヤに固定化されていた。

## 利用状況
「三重県統計書」等によると、近年の1日平均乗車人員の推移は以下の通り。
| 年度   | 1日平均 乗車人員 |
| ------ | ---------------- |
| 1935年 | 364              |
| 1936年 | 401              |
| 1937年 | 412              |
| 1938年 | 435              |
| 1939年 | 570              |
| 1940年 | 671              |
| 1941年 | 829              |
| 1942年 | 1,051            |
| 1943年 | 1,436            |
| 1944年 | 1,438            |
| 1945年 | 1,674            |
| 1998年 | 995              |
| 1999年 | 983              |
| 2000年 | 920              |
| 2001年 | 856              |
| 2002年 | 807              |
| 2003年 | 797              |
| 2004年 | 762              |
| 2005年 | 735              |
| 2006年 | 660              |
| 2007年 | 623              |
| 2008年 | 561              |
| 2009年 | 531              |
| 2010年 | 546              |
| 2011年 | 533              |
| 2012年 | 584              |
| 2013年 | 571              |
| 2014年 | 534              |
| 2015年 | 509              |
| 2016年 | 445              |
| 2017年 | 426              |
| 2018年 | 410              |
| 2019年 | 379              |

## 駅周辺

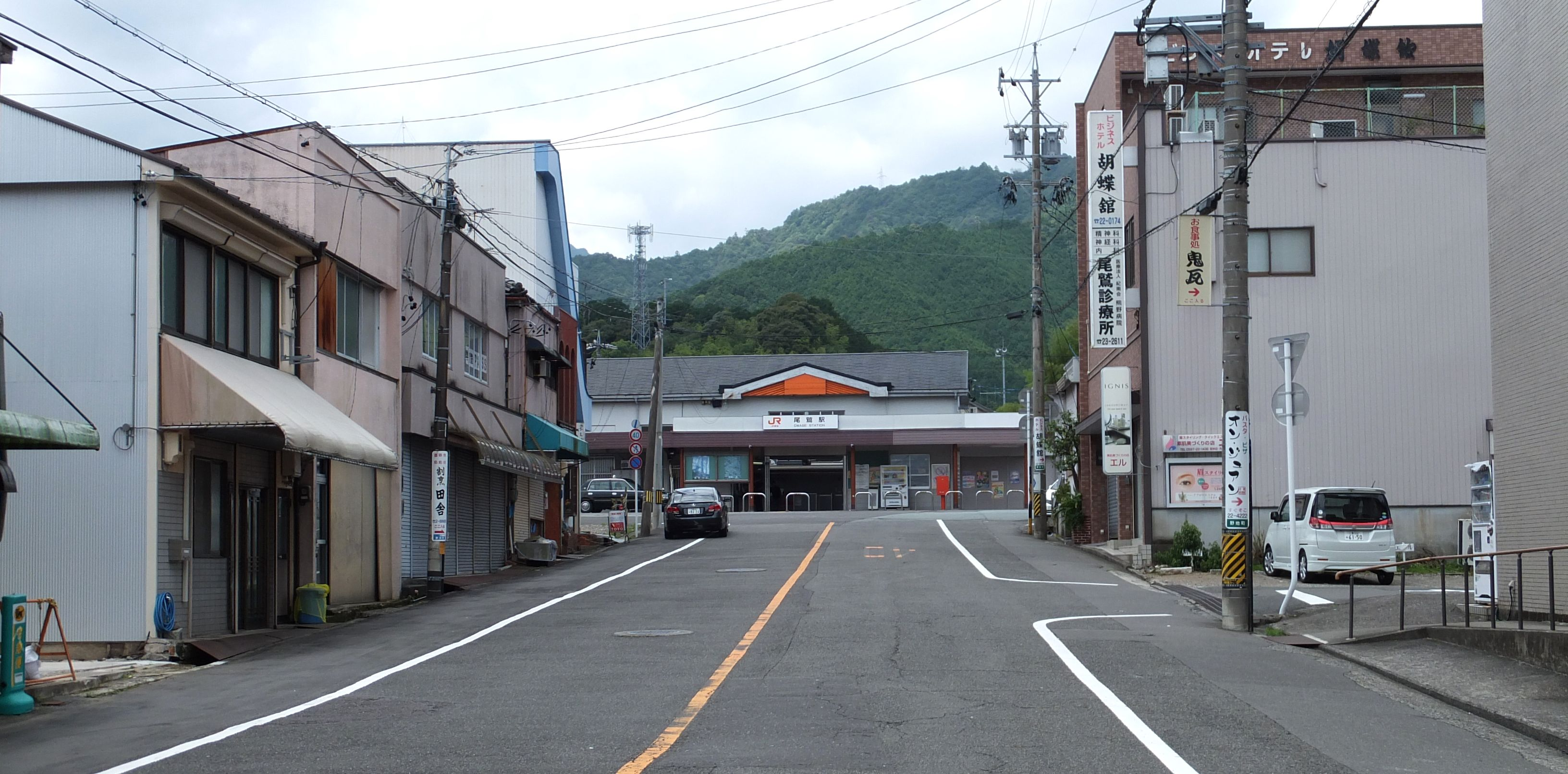
駅前周辺（2012年5月）

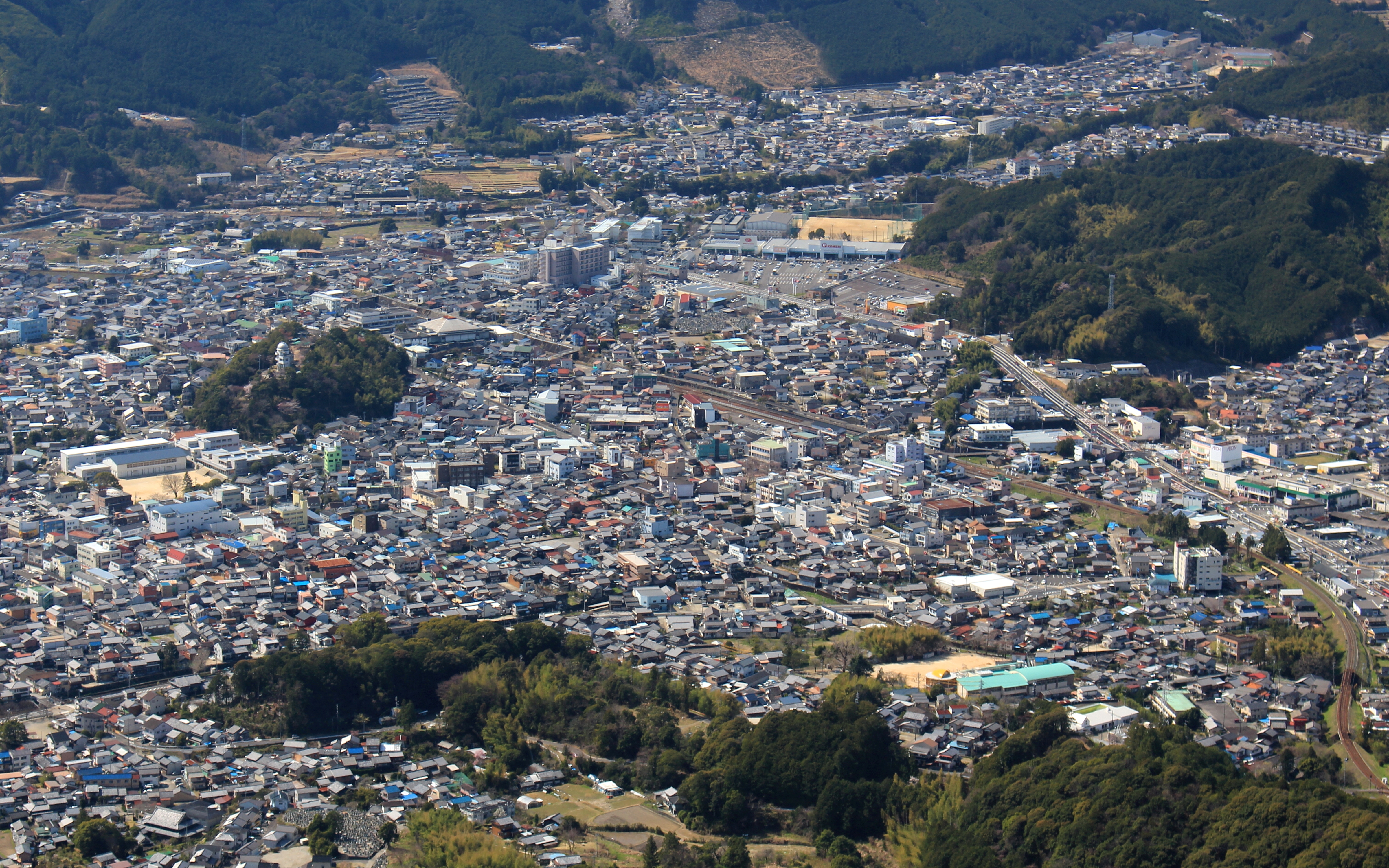
天狗倉山から望む尾鷲駅周辺の尾鷲市中心部

尾鷲市中心街西端に位置する。尾鷲市役所を始めとする行政機関等に近い。また、駅前にはコンビニエンスストア等の商業施設がある。

### 名勝他
- 中村山公園（中村山城址）
- 尾鷲神社
- 熊野古道伊勢路 - 馬越峠
- 土井竹林

### 行政機関
尾鷲市の機関
- 尾鷲市役所
- 三重紀北消防組合 尾鷲消防署

三重県の機関
- 尾鷲県民センター
- 紀州県税事務所
- 尾鷲保健福祉事務所
- 尾鷲農林水産商工環境事務所
- 尾鷲建設事務所
- 紀州地域農業改良普及センター
- 紀州児童相談所
- 尾鷲警察署

国の機関
- 法務省関連
  - 津地方法務局 熊野支局尾鷲出張所
  - 尾鷲区検察庁
- 財務省関連
  - 名古屋国税局 尾鷲税務署
  - 名古屋税関 四日市税関支署尾鷲出張所
- 厚生労働省関連
  - 名古屋検疫所 尾鷲・勝浦出張所
  - 尾鷲公共職業安定所
  - 日本年金機構 尾鷲年金事務所
- 農林水産省関連
  - 林野庁近畿中国森林管理局 三重森林管理署
    - 尾鷲森林事務所
    - 尾鷲治山事業所
    - 南大杉森林事務所
- 国土交通省関連
  - 海上保安庁 第四管区海上保安本部 尾鷲海上保安部
  - 気象庁 東京管区気象台 津地方気象台尾鷲測候所
  - 中部地方整備局 紀勢国道事務所 尾鷲維持出張所
- 裁判所
  - 尾鷲簡易裁判所（津家庭裁判所 尾鷲出張所併設）

### 文教施設
- 尾鷲市立天文科学館
- 尾鷲市立図書館
- 尾鷲市立尾鷲小学校
- 尾鷲市立宮之上小学校
- 尾鷲市立尾鷲中学校
- 三重県立尾鷲高等学校
- 三重県立特別支援学校東紀州くろしお学園 おわせ分校

### その他
- 尾鷲郵便局
- 尾鷲駅前郵便局
- 尾鷲総合病院
- 尾鷲警察署 尾鷲駅前交番
- 尾鷲市体育文化会館
- 尾鷲港
- 中部電力 尾鷲三田工事所
- 紀勢自動車道 尾鷲北IC

## バス路線
三重交通一般路線バスは駅前ロータリーには入らず、駅から200m程離れた尾鷲駅口バス停を利用する。尾鷲市ふれあいバスはロータリーへ入る。なお三重交通名古屋行・大宮（埼玉県）行高速バスは、駅から800m程離れた国道42号上の尾鷲市病院前・尾鷲市バス停（バス停異なるが同一地点）からの乗車となる。
- 三重交通 尾鷲駅口バス停[11]
  - 長島駅前 行き
  - 島勝 行き
  - 海山バスセンター 行き
  - 瀬木山 行き
- 尾鷲市ふれあいバス（コミュニティバス）
  - 紀伊松本 行き
  - 尾鷲駅 行き
  - 夢古道おわせ前 行き

## 隣の駅
※特急「南紀」の隣の停車駅は列車記事を参照のこと。
東海旅客鉄道（JR東海）
■紀勢本線
相賀駅 - 尾鷲駅 - 大曽根浦駅